# Xã Agnes City, Quận Lyon, Kansas
Xã Agnes City (tiếng Anh: Agnes City Township) là một xã thuộc quận Lyon, tiểu bang Kansas, Hoa Kỳ. Năm 2010, dân số của xã này là 430 người.